# Martin Örnroth
Martin Örnroth, född 11 februari 1967, är en svensk före detta programledare, reporter, programpresentatör och chefredaktör.
Örnroth var en TV-profil 1993–2002, bland annat programledare för Lingo och Sommarbingo i TV4 och Prat i kvadrat i SVT. Han var även reporter för När & fjärran och Reslust i TV4 och programpresentatör i samma kanal. 2001–2011 var han chefredaktör för dykmagasinet Dyk. Sedan 2013 har Martin Örnroth, via produktionsbolaget Silverbullet Film AB, bland annat jobbat med TV-programmet Gone Camping. Dels som programledare, dels som producent.